# Krychiwzi
Krychiwzi (ukrainisch Крихівці; russisch Криховцы Krichowzy, polnisch Krechowce) ist ein Dorf in der ukrainischen Oblast Iwano-Frankiwsk mit etwa 7500 Einwohnern (2017).

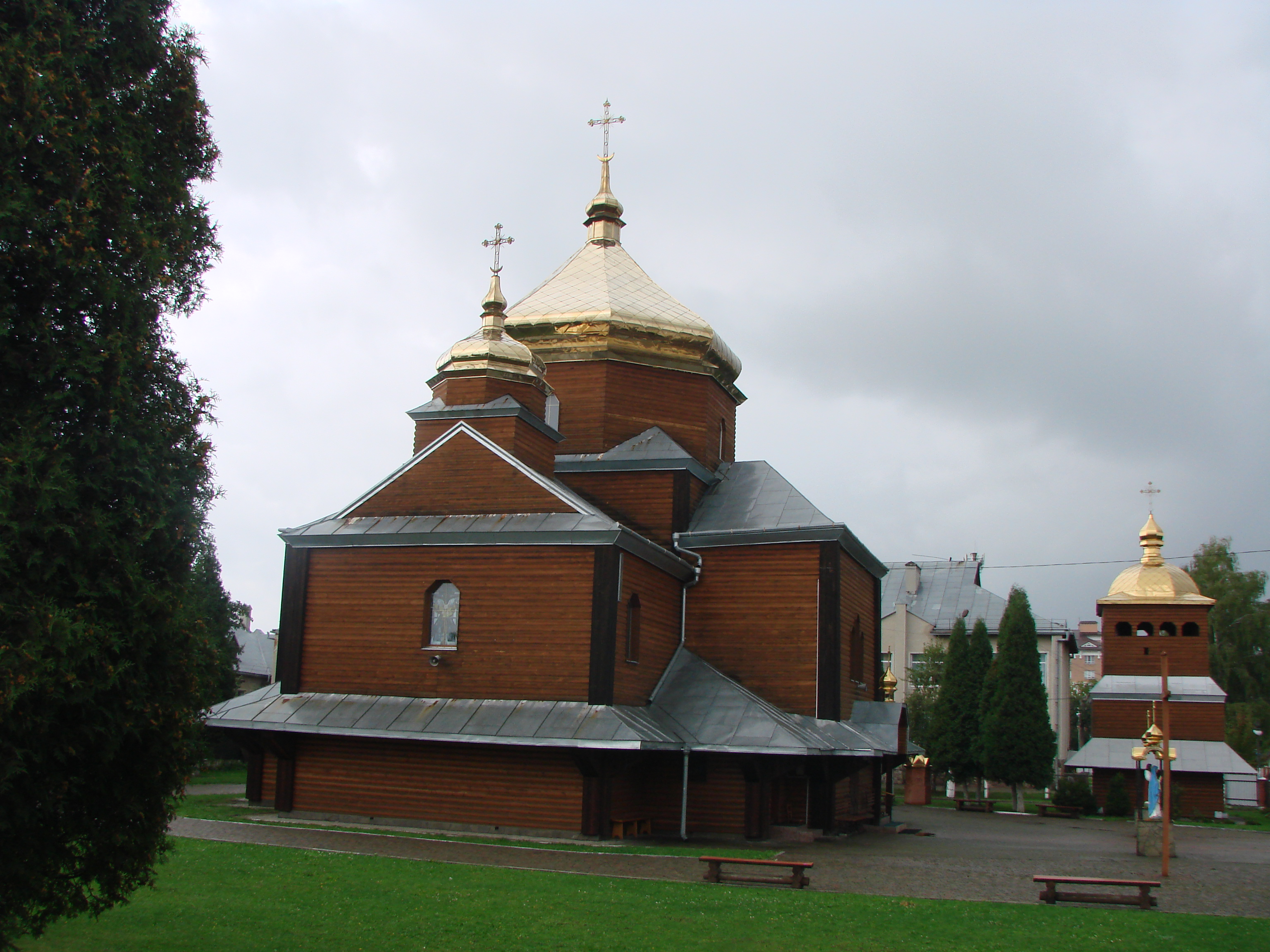
Kirche im Dorf

Die Ortschaft liegt im Karpatenvorland, innerhalb der historischen Landschaft Galizien am Ufer der Bystryzja Colotwynska (Бистриця Солотвинська), einem 82 km langen Nebenfluss der Bystryzja.
Das 1441 gegründete Dorf (der offiziellen Ortswebseite nach wurde es bereits 1427 erstmals schriftlich erwähnt) war die einzige Ortschaft der gleichnamigen Landratsgemeinde innerhalb des Stadtkreises von Iwano-Frankiwsk.
Am 12. Juni 2020 wurde das Dorf, als Teil der Stadtgemeinde Iwano-Frankiwsk ein Teil des neu gegründeten Rajons Iwano-Frankiwsk.
Krychiwzi liegt 5 km südwestlich vom Stadtzentrum in Nachbarschaft zum Flughafen der Stadt.
Nach dem Jahr 1925 wurde ein Bethaus der Ukrainischen Evangelischen Kirche Augsburgischen Bekenntnisses im Dorf errichtet.
Durch das Dorf verläuft die Fernstraße N 09.